# Diapensia lapponica
Diapensia lapponica là một loài thực vật có hoa trong họ Diapensiaceae. Loài này được L. mô tả khoa học đầu tiên năm 1753.

## Hình ảnh

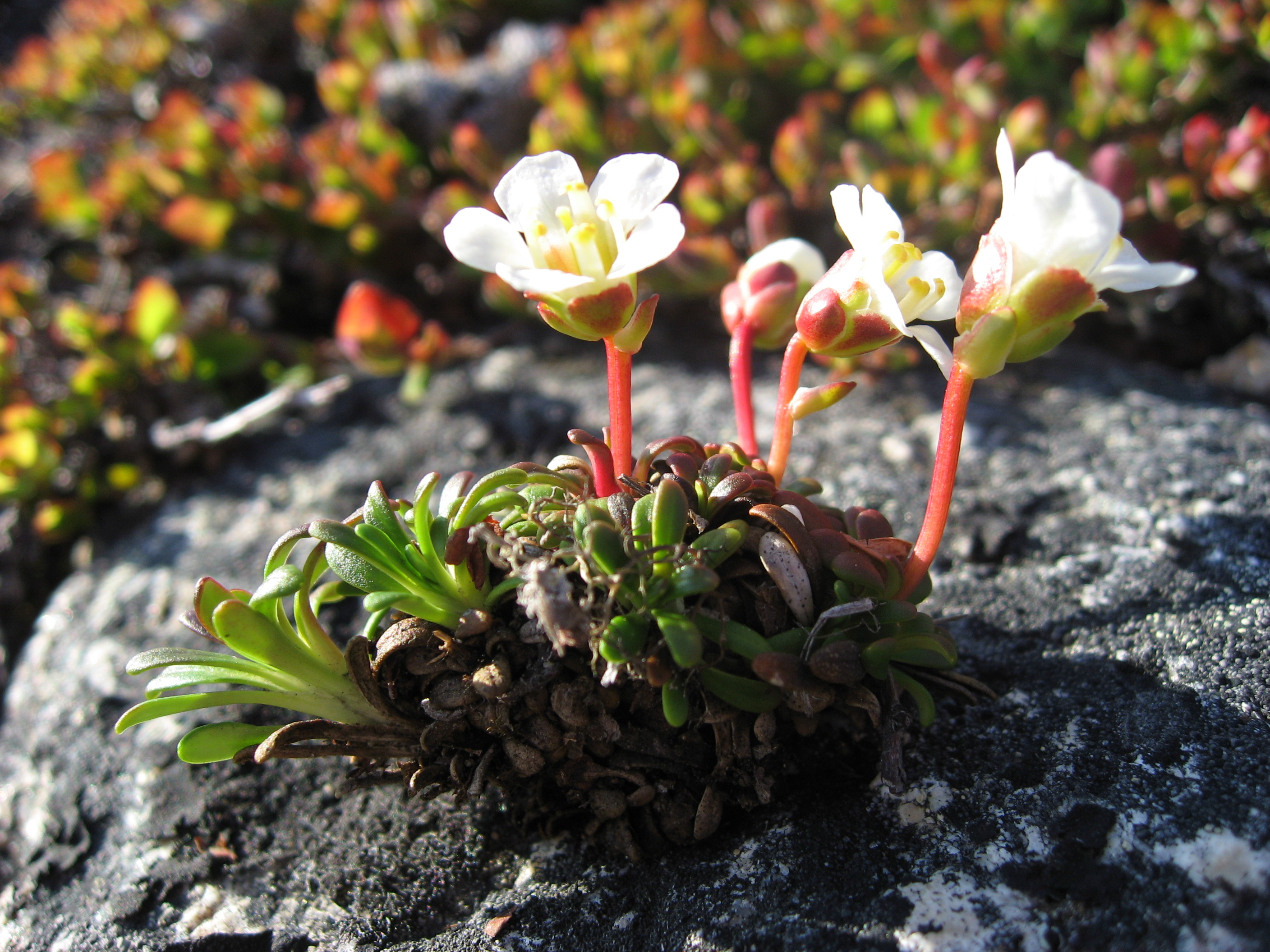
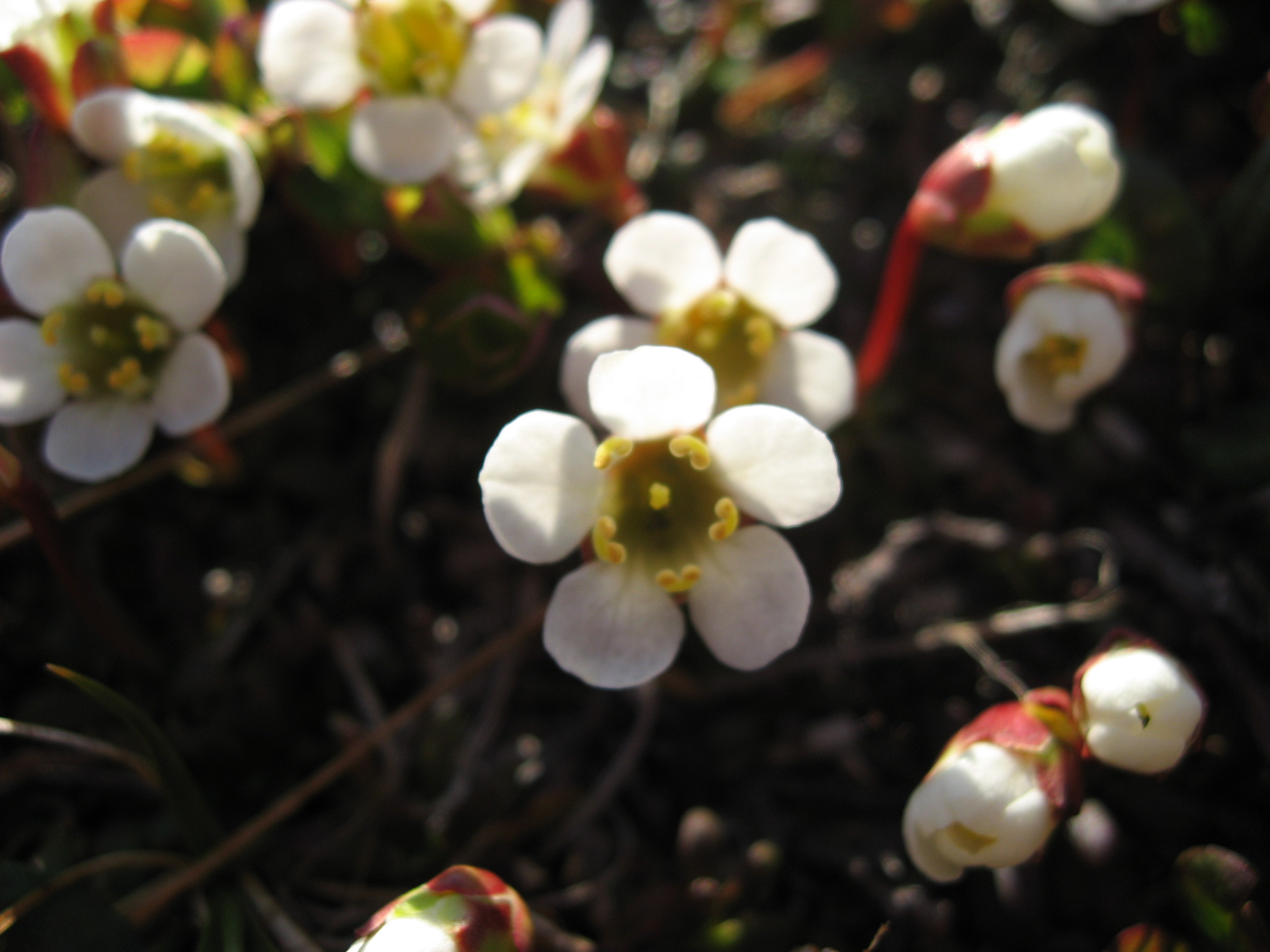
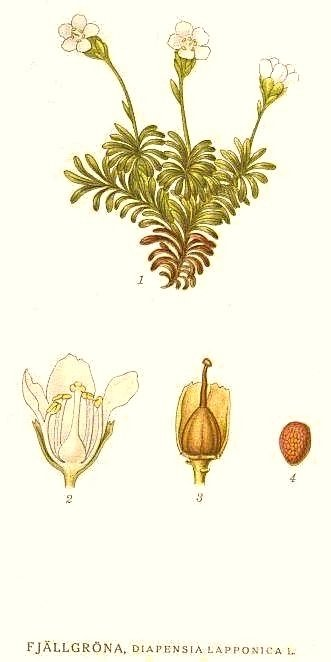
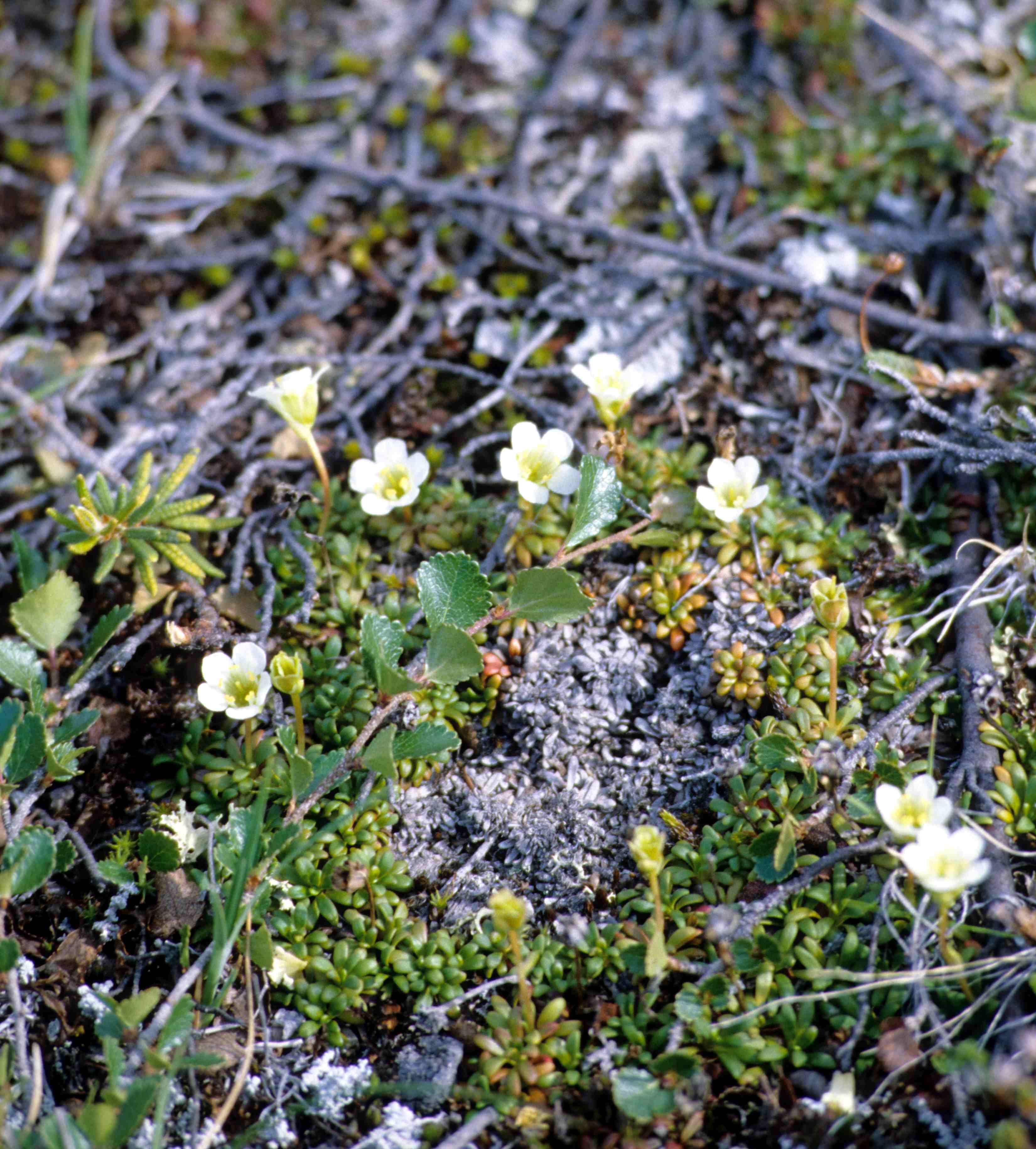